# Lucemburské kantony
12 kantonů (lucembursky: Kantonen nebo Kantoner; francouzsky: cantons; německy: Kantone) Lucemburského velkovévodství jsou oblastmi místní správy na první úrovni místní správní jednotky (NUTS1) v Nomenklatuře územních statistických jednotek Evropské unie pro účely Eurostatu. Byly členěním tří lucemburských okresů až do roku 2015, kdy byla zrušena okresní úroveň vlády. Kantony se dále dělí na 102 obcí.

## Seznam
| Jméno               | Lucemburské jméno | Hlavní město     | Volební obvod | Erb                                    |
| ------------------- | ----------------- | ---------------- | ------------- | -------------------------------------- |
| Clerf               | Klierf            | Clervaux         | Sever         | Armoiries Clervaux 2                   |
| Wiltz               | Wolz              | Wiltz            | Sever         | Armoiries de Wiltz 1                   |
| Vianden             | Veianen           | Vianden          | Sever         | Armoiries de Nassau 2                  |
| Redingen            | Réiden            | Redange          | Sever         | Coat of arms redange sur attert luxbrg |
| Diekirch            | Dikrech           | Diekirch         | Sever         | Coat of arms diekirch luxbrg           |
| Mersch              | Miersch           | Mersch           | Střed         | Armoiries de Mersch 1                  |
| Echternach          | Iechternach       | Echternach       | Východ        | Coat of arms echternach luxbrg         |
| Capellen            | Kapellen          | Mamer            | Jih           | Armoiries de Septfontaines 1           |
| Lucemburk           | Lëtzebuerg        | Lucemburk        | Střed         | Coat of arms Luxembourg City           |
| Grevenmacher        | Gréiwemaacher     | Grevenmacher     | Východ        | Coat of arms grevenmacher luxbrg       |
| Esch an der Alzette | Esch-Uelzecht     | Esch-sur-Alzette | Jih           | Coat of arms esch alzette luxbrg       |
| Remich              | Réimech           | Remich           | Východ        | Remich (canton) coat of arms           |